# Національна дорога 45 (Польща)
Національна дорога 45 (пол. Droga krajowa nr 45, DK45) — національна дорога класу GP та класу G загальною протяжністю 217 км через Лодзьке, Сілезьке та Опольське воєводства. Має спільну ділянку з дорогою № 42 між Прашкою та Ключборком, довжиною приблизно 20 км. Його головною перевагою є швидке сполучення з кордоном з Чехією в Халупках, в обхід GOP і ROW із заходу, але з можливістю безпроблемного проїзду до цих двох агломерацій.

## Клас дороги
Маршрут має параметри класу GP на ділянці Кендзежин-Козьле — Крапковіце — Ополе — Берджани — Ключборк та параметри класу G на ділянках:
- Забелкув — Кшижановіце — Рацібуж — Кендзежин-Козле
- Ключборк — Прашка — Велюнь — Злочев (S8, розв'язка «Злочев»)[1]

## Допустиме навантаження на вісь
З 13 березня 2021 року на всій протяжності дороги дозволено рух транспортних засобів з навантаженням на одну ведучу вісь до 11,5 тонн.

### До 13 березня 2021 року
У 2012–2021 роках на державну дорогу № 45 діяли обмеження щодо допустимого навантаження на одну вісь:
| Знак | Допустиме навантаження | Ділянка |
| ---- | ---------------------- | --- |
| DK45 | до 10 тонн             | - Забелкув (78) — Кшижановиці — Ратибор — Ренська-Весь (40) - Венкшиці (40) — Крапковиці — Ополе (94 — вул. Ополе) - Ополе (94 — вул. Олеська) — Бердзани — Ключборк — Прашка — Велюнь — Злочев (8 — розв'язка «Злочев»). |

## Важливі міста вздовж маршруту 45
- Злочев (S8)
- Велюнь (DK74, DK43) — обхід NS (планується)[5]
- Прашка (DK42) — кільцева дорога[6]
- Гожув-Шльонський (DK42) — кільцева дорога[6]
- Ключборк (DK11, DK42) — об'їзна дорога
- Ополе (DK46, DK94) — частково об'їзна
- Домбрувка-Ґурна (A4)
- Крапковиці — об'їзна дорога
- Поборшув — об'їзна дорога[7][8][9]
- Венкшиці (DK40)
- Ренська-Весь (DK38) — об'їзна
- Ратибор
- Забелкув (DK78)